# Nephrotoma nigrostylata
Nephrotoma nigrostylata är en tvåvingeart som beskrevs av Alexander 1935. Nephrotoma nigrostylata ingår i släktet Nephrotoma och familjen storharkrankar. Inga underarter finns listade i Catalogue of Life.